# 華恋vサムライ×騎士
『華恋vサムライ×騎士』（はなこいvさむらいないと）は、株式会社ドラスから配信されている、携帯端末アプリの女性向け恋愛シミュレーションゲーム。乙女ゲームにも該当する。

## 概要
2010年8月4日に、モバゲー版が配信開始。
モバゲー版およびGREE版は、各攻略対象キャラクター100話のイベントシナリオが用意されており、サイトTOPで『お話する』ボタンをクリックし、キャラクターとの好感度を規定値まで上げ、規定値に達するごとに1話ずつ読むことができる。『お話する』をクリックする回数は、『行動力』と称され、1回クリックするごとに1つ消費される。
『お話する』をクリックしたのちは、その名の通りキャラクターから、セリフを投げかけられたり、他のキャラクターとのかけあいを読むことができる。
イベントシナリオの56話以降は、『恋人編』となっており、区別がされている。
また、一部シナリオでは、キャラクターボイスの流れる部分がある。

2010年12月に携帯電話3キャリアの公式アプリ配信サイトとして配信開始。
モバゲー版およびGREE版でのイベントシナリオでは、主人公の家が経営する喫茶店で働く(攻略対象キャラクターへの出前等も含む)ことが多かったのに対し、公式サイト版アプリでは、主人公の夢である新聞記者の見習いとして行動することが、シナリオの基軸となっている。
公式サイト版でも、シナリオの一部でキャラクターボイスが流れる。

## ストーリー
明治維新から少したった後の活力溢れる日本。

帝都では、古きを重んじる「サムライ」、新しい風を呼び込む「騎士」の勢力に分かれる風潮にあった。

主人公は、新聞記者になりたいという夢を持つ、小さな喫茶店の看板娘。

ある日、喫茶店の常連である新聞記者の笹原から、『蒼翠学園』(そうすいがくえん)で行われる文化祭、『総文祭』の取材をしてもらえないか、と依頼される。

## 登場人物

### メインキャラクター
常磐 笙子(変更可能)
声：なし
主人公。帝都の中心にある、『喫茶ライオン』の看板娘。新聞記者になるのが夢。
相馬 上総（そうま かずさ）
声：森川智之
蒼翠学園に通う、紫苑寮(しおんりょう)(通称：サムライ寮)の生徒たちを束ねるリーダー的存在。相馬道場の長男。主人公とは、初等科時代に同じ学校に通っていた幼馴染である。西洋に関連する事柄を毛嫌いしており、四葉寮(よつばりょう)(通称：騎士寮)の浩一とは犬猿の仲。
錦戸 誠士郎（にしきど せいしろう）
声：石田彰
茶道の錦戸流次期家元。蒼翠学園の紫苑寮(しおんりょう)に所属し、上総の右腕的存在。穏やかな性格で周囲からの信用は厚い。上総とは違い、西洋の事柄には寛容的。
二階堂 浩一（にかいどう こういち）
声：成田剣
四葉寮(よつばりょう)(通称：騎士寮)に所属しており、同じ寮の生徒から尊敬され、慕われている。軍人の家系で、日英ハーフ。基本的に無関心でクールな性格だが、両親の影響か無自覚なフェミニストである。
新庄 飛鳥（しんじょう あすか）
声：谷山紀章
下級貴族の末子。その財力と家庭の放任主義からか遊び人のようなふるまいをしている。女の子が大好き。所属する四葉寮(よつばりょう)(通称：騎士寮)では、周りから注目を集める存在。明るいお調子者。

### サブキャラクター
笹原 修輔（ささはら しゅうすけ）
『東帝新聞』所属の記者。ジャーナリズムの世界では有名。『喫茶ライオン』の常連客。裏の危険な世界にも首を突っ込んでいるといううわさがある。飄々としており、憎めない性格。
隆志（たかし）
主人公の父であり、『喫茶ライオン』のマスター。
幸野（こうの）
『喫茶ライオン』の店員。娘を連れて住み込みで働いている。文筆業も行っているが、自分の作品はなぜか一度も主人公に見せたことがない。
千鶴（ちづる）
4歳。幸野の娘、らしい。主人公になついており、おませな一面も覗かせる。誠士郎のことは『おにいさま』と呼んでおり、憧れている様子。